# Zhang Chengdong
Zhang Chengdong (en xinès: 张呈栋; n. Baoding, 9 de febrer de 1989) és un futbolista xinès que juga en la demarcació d'extrem dret pel Hebei Xina Fortune de la Superlliga xinesa.

## Trajectòria
Va començar a formar-se com a futbolista en clubs com l'AC Milà el 2004, després de ser considerat com una futura promesa. Després d'estar un any entrenant amb el club italià, va tornar al seu país natal per acabar de formar-se en el Liaoning Whowin, amb qui va fer el seu debut professional el 21 de maig de 2006 contra el Shandong Luneng. Després de dos anys en el club, i un contracte que no li millorava la fitxa que ell demanava, se'n va anar al CD Mafra de Portugal el 23 de setembre de 2009. Es va integrar ràpidament en l'equip, encara que no va ser fins a un hat-trick que li va endossar a l'Sporting de Lisboa en la Taça de Portugal de 2010, quan va començar a destacar dins del club. El juliol de 2010 se'n va anar en qualitat de cedit a l'União Leiria, debutant el 16 d'agost com s suplent en un partit contra el Beira-Mar, convertint-se en el primer xinès a jugar en la primera divisió de la lliga portuguesa. Posteriorment va ser cedit al Beira-Mar i a l'Eintracht Braunschweig alemany, fins que finalment el 22 de juliol de 2013 es va ser traspassat al Beijing Guoan, fent el seu debut el 25 d'agost en un partit contra el Dalian Aerbin que va finalitzar amb victòria per 4-0. El seu primer gol amb el club ho va marcar el 17 de maig de l'any següent en un partit contra el Xangai Shenxin.
El 21 de juliol de 2015 es va anunciar la seva marxa en qualitat de cedit al Rayo Vallecano de la Primera Divisió d'Espanya, sent així el primer jugador xinès a jugar en la lliga espanyola.
El 14 de gener de 2017, l'Hebei Xina Fortune fa oficial l'arribada del jugador a l'equip que entrenava Manuel Pellegrini. Els 20 milions d'euros pagats al Beijing Guoan converteixen 'Dudú' en el fitxatge més car de la història de la Superliga xinesa. En el que es portava de mercat hivernal en matèria de fitxatges, l'ex del Rayo Vallecano, primer i únic futbolista xinès a haver-hi jugat en LaLiga, era el cinquè jugador pel qual més es va pagar.

## Internacional
Va fer el seu debut amb la selecció de futbol de la Xina el 3 de març de 2010 després de la convocatòria del seleccionador Gao Hongbo en un partit amistós contra Portugal que va finalitzar amb una derrota per 2-0. A més va disputar la classificació per a la Copa Mundial de Futbol de 2014 així com la classificació per a la Copa Mundial de Futbol de 2018. També va jugar la Copa Asiàtica 2015, arribant als quarts de final.

## Clubs
| Club                           | País            | Any         | Partits | Gols |
| ------------------------------ | --------------- | ----------- | ------- | ---- |
| Liaoning FC                    | R.P. de la Xina | 2006 - 2008 | 9       | 0    |
| CD Mafra                       | Portugal        | 2009 - 2010 | 29      | 7    |
| UD Leiria (cedit)              | Portugal        | 2010 - 2011 | 14      | 2    |
| SC Beira-Mar (cedit)           | Portugal        | 2011 - 2012 | 26      | 6    |
| Eintracht Braunschweig (cedit) | Alemanya        | 2012 - 2013 | 12      | 0    |
| Beijing Guoan FC               | R.P. de la Xina | 2013 - 2015 | 40      | 1    |
| Rayo Vallecano (cedit)         | Espanya         | 2015 - 2016 | 4       | 0    |
| Beijing Guoan FC               | R.P. de la Xina | 2016        | 39      | 0    |
| Hebei Xina Fortune             | R.P. de la Xina | 2017 -      |         |      |